# Церква Христа Спасителя (Торонто)
Церква Спасителя — англіканська церква в Торонто, Онтаріо. Невелика церква розташована на перетині Блур-стріт і Авеню-роуд, поблизу Королівського музею Онтаріо.  Він був заснований у 1871 році, коли цей район ще був на околиці міста. Будівля в стилі готичного відродження відкрито 15 червня 1879 року .

## Огляд

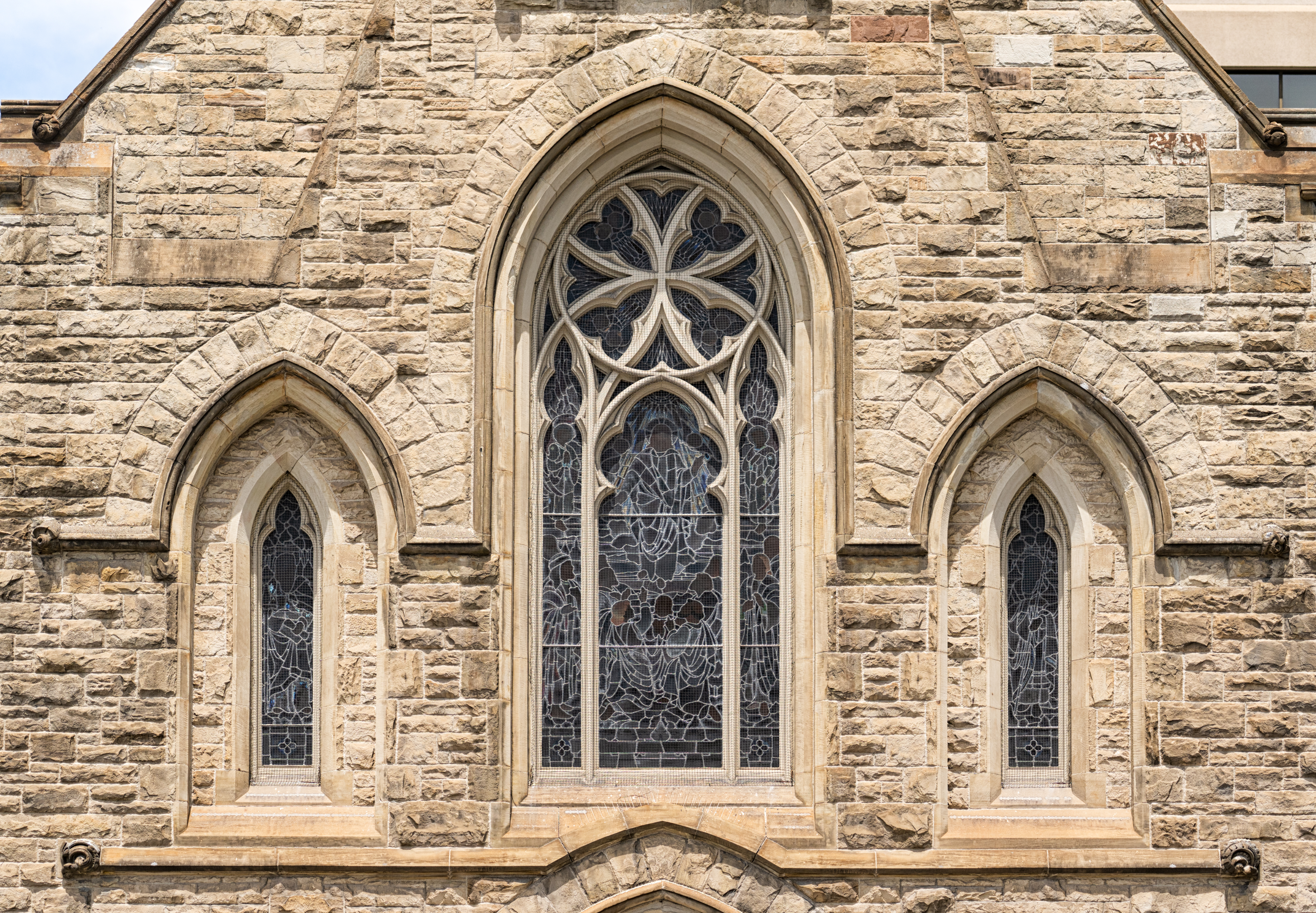
Вікна парадного порталу церкви

Церква Спасителя постраждала від падіння відвідуваності наприкінці ХХ століття. Церква зіткнулася з серйозними фінансовими труднощами, і в 1979 році парафія добровільно ліквідувала свою діяльність і була перейшла під контроль англіканської єпархії Торонто . Церкви були продані забудовникам і на них був побудований масивний Центр Відродження Four Seasons .
На гроші від цієї угоди церква знову була платоспроможною і відновила свою незалежність. Гроші також були сплачені на вкрай необхідний ремонт. У 2000 році церква розпочала масштабний проект реконструкції, оскільки під будівлею були збудовані додаткові приміщення для зустрічей та офіси.
Церква відома своєю прогресивною позицією щодо соціальних питань, особливо прав геїв . У 1998 році конгрегація опублікувала «Почесне майно: одностатеві союзи та церква », пропагуючи благословення одностатевих союзів. Цілісність Торонто поклоняється в церкві. Парафія користується виключно Книгою альтернативних служб .
Перехожі відзначають церкву своїм помітним знаком, на якому часто є цитата або думка для роздумів. Церква також відома як місце проведення різноманітних музичних заходів та концертів. Наприклад, канадська група Great Lake Swimmers відіграла два концерти в церкві Спасителя 14 квітня, 2007 року.